# Handicap (court métrage)
 (mai 2021).
Si vous disposez d'ouvrages ou d'articles de référence ou si vous connaissez des sites web de qualité traitant du thème abordé ici, merci de compléter l'article en donnant les références utiles à sa vérifiabilité et en les liant à la section « Notes et références ».
Pour les articles homonymes, voir Handicap (homonymie).
Pour plus de détails, voir Fiche technique et Distribution.
Handicap est un court métrage de Lewis-Martin Soucy, sorti en 2004 et d'une durée de 8 minutes. Ce film traite de la surdité et a été sélectionné dans plus de 85 festivals de films internationaux.

## Synopsis
Après un dîner romantique, Natacha ramène chez elle Mike, un type avec qui elle sort pour la première fois. Elle est bien déterminée à lui faire comprendre ce qu’elle ressent.
Natascha est en quête d’amour et de romance. Elle rêve d’une vie normale et elle a tout pour plaire : jeune et riche, sensible et belle, et surtout, elle sait séduire un homme! Malgré tout, ses dernières rencontres n’ont pas réussi à combler ses attentes, à chaque fois c’est pareil. Mais qu’importe : ce soir c’est LE soir! Après être allée dîner avec Mike, un homme sensible et athlétique avec qui elle sort pour la première fois, elle l’invite à boire un dernier verre chez elle. Champagne, feu de cheminée, fraises, bougies et musique romantique, tous les ingrédients pour une soirée parfaite! Natascha est bel et bien déterminée à dire à Mike tout ce qu’elle ressent, et elle s’en donne les moyens... C’est peut-être ça le problème...

## Fiche technique
- Titre : Handicap
- Réalisation : Lewis-Martin Soucy
- Scénario et dialogues :  Lewis-Martin Soucy
- Image : Didier Maigret
- Musique : Grégori Czerkinsky
- Montage : Michel Bulteau
- Son : Stéphane Venet
- Mixage : Franck Rubio
- Producteurs : Lewis-Martin Soucy, Christophe Delord, Gilles Prévotal
- Société de Production : Monumental Studio
- Distribution : Shorts International
- Pays d’origine : {{France]}}
- Langue : français
- Format : couleur - (2,35:1) - Dolby -35mm
- Genre : comédie romantique
- Durée : 8 min.
- Date de sortie : mai 2004
- N° de visa CNC : 111294

## Distribution
- Caroline Ducey : Natascha
- Jean-Marc Minéo : Mike
- Éric Berger : le traducteur

## Distinctions
- Film of the Month sur Shooting People, UK, 2010
- Meilleur court métrage au festival Picture This, Canada, 2006
- Meilleur court métrage au Avignon/New York Film Festival, Roger Smith Award, USA, 2005
- Meilleure scène romantique, par les journalistes du Desert Sun lors du Palm Springs International Short Film Festival, USA, 2004
- Mention Honorable au Corta! Porto Internacional Short Film Festival, Portugal, 2004

## Sélections en Festivals
- France	12 May 2004	(Cannes Film Festival)
- France	27 May 2004	(Festival du Court Métrage Jeune de Troyes)
- Portugal	27 May 2004	(Corta! Porto Internacional Short Film Festival)
- Austria	13 June 2004	(Festival der Nationen)
- Russia	18 June 2004	(St. Petersburg Film Festival)
- Croatia	24 June 2004	(Tabor Film Festival)
- France	3 July 2004	(Le Grand Rex)
- Canada	29 August 2004	(Montréal World Film Festival)
- USA	3 September 2004	(Palm Springs International Short Film Festival)
- Canada	18 September 2004	(Festival International du Cinéma Francophone en Acadie à Moncton)
- UK	9 October 2004	(Raindance Film Festival)
- Ukraine	23 October 2004	(Molodist International Film Festival)
- UK	30 October 2004	(Leeds International Film Festival)
- UK	31 October 2004	(London Film Festival)
- Romania	19 November 2004	(Bucharest Short Film Festival)
- UK	4 December 2004	(London Disability Film Festival)
- Lebanon	5 December 2004	(Human Rights and Disability Film Festival)
- France	3 February 2005	(Clermont-Ferrand International Short Film Festival)
- UK	22 February 2005	(Kinofilm Festival)
- USA	23 February 2005	(University of Illinois at Chicago CCSPD Film Night)
- USA	1 April 2005	(VCU French Film Festival)
- Finland	9 April 2005	(Helsinki Kynnys KINO 5 Disability Film Festival)
- France	19 April 2005	(Fuji tous courts)
- Belgium	2 May 2005	(Festival du Court Métrage de Bruxelles)
- USA	2 May 2005
- Romania	19 May 2005	(Romania International Student Film Festival)
- France	16 June 2005	(Avignon/New York Film Festival)
- Italy	17 June 2005	(Arcipalago International Festival of Short Film and New Images)
- Australia	18 June 2005	(Sydney French Film Festival)
- Italy	4 July 2005	(Montecatini International Short Film Festival)
- Canada	14 July 2005	(Montréal Just For Laughs Festival)
- France	22 July 2005	(Festival L'Avis de Chateau)
- USA	23 July 2005	(Brooklyn International Disability Film Festival)
- France	6 August 2005	(Festival Cinémages)
- Austria	11 August 2005	(Alpinale Film Festival)
- France	12 August 2005	(Festival Ciné Sans Filet)
- Canada	29 October 2005	(Festival international du cinéma en Abitibi Témiscamingue)
- Switzerland	31 October 2005	(Genève Festival International du Film et de la Télévision)
- Germany	1 November 2005	(Berlin International Short Film Festival)
- Netherlands	3 November 2005	(Ciné Premières Frans Film Festival)
- USA	9 November 2005	(Avignon/New York Film Festival)
- Germany	11 November 2005	(Exground Filmfest)
- Germany	16 November 2005	(Regensburg Short Film Week)
- Switzerland	18 November 2005	(Nuit du Court Métrage de Lausanne)
- Turkey	18 November 2005	(Izmir Short Film Festival)
- UK	5 December 2005	(Exposures Film Festival)
- Canada	6 February 2006	(Picture This... Film Festival)
- USA	11 June 2006	(Brooklyn International Film Festival)
- Poland	20 June 2006	(Lubuskie Film Summer)
- Denmark	6 July 2006	(FilmPlatform)
- Canada	26 September 2006	(Calgary Film Festival)
- USA	8 October 2006	(Be Film - The Underground Film Festival)
- Russia	17 November 2006	(Breaking Down Barriers Disability Film Festival)
- Canada	5 July 2007	(Fantasia Film Festival)
- USA	8 February 2008	(Disability Art & Culture Festival)
- France	2 August 2008	(Festival Cinémages)
- France	13 July 2010	(Xanadou Festival)

## Édition DVD
- Best of Twelfth Raindance Film Festival Shorts DVD (2005)